# Fisterra
Fisterra (galicisch und offiziell; spanisch Finisterre) ist ein Ort in der Provinz A Coruña der Autonomen Gemeinschaft Galicien.
Sie liegt 108 km von A Coruña, 98 km von Santiago de Compostela, 13 km von Cee und 54 km von Muros entfernt.

## Geschichte
Geschichtlich wurde Kap Fisterra für das westliche Ende der Welt gehalten. Die Relevanz dieses Ortes wurde in den verschiedenen Epochen, Religionen und Kulturen mit Kultorten betont und mit Legenden unterstrichen. Die Römer nannten das Vorgebirge, dessen Ende das Kap darstellt, Promontorium Nerium. Die Römer entdeckten auch einen Ara Solis, einen der Sonne gewidmeten Altar, der bereits von den Phöneziern errichtet wurde.

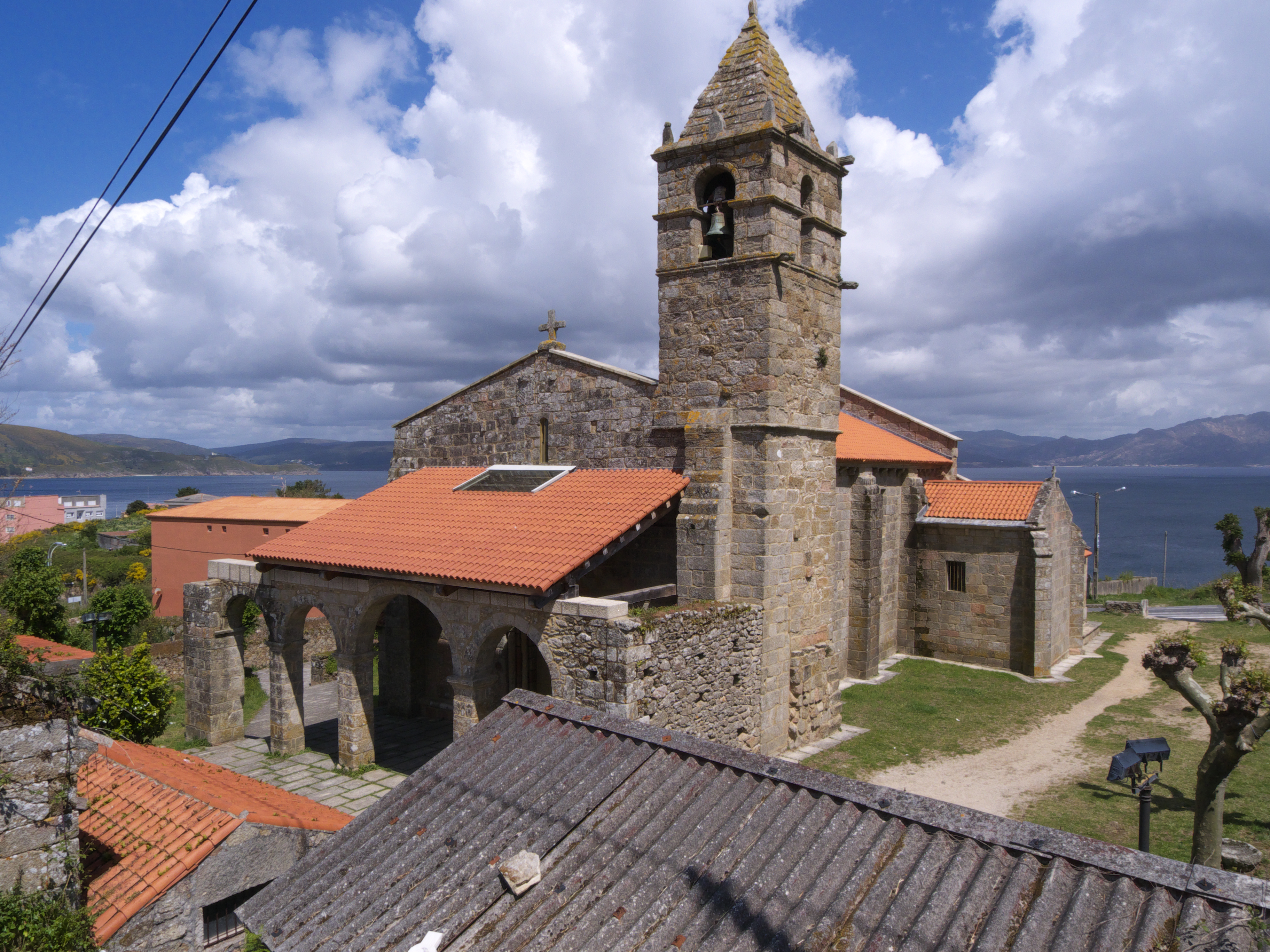
Kirche Santa María das Areas

## Bevölkerungsentwicklung der Gemeinde
Legende: Finisterre___Fisterra

Quelle: INE-Archiv – grafische Aufarbeitung für Wikipedia

## Gemeindegliederung
Die Gemeinde Fisterra ist in vier Parroquias gegliedert:
| Parroquias          | Patrozinium | Einwohner 2024 | Fläche km² | Dichte Einw./km² | Höhe msnm | Ortskennzahl |
| ------------------- | ----------- | -------------- | ---------- | ---------------- | --------- | ------------ |
| Duio                | San Vicenzo | 302            | 5,14       | 59               | 8         | 15037020000  |
| Fisterra            | Santa María | 2.817          | 4,09       | 689              | 43        | 15037030000  |
| San Martiño de Duio | San Martiño | 877            | 6,91       | 127              | 12        | 15037010000  |
| Sardiñeiro          | San Xoán    | 701            | 12,67      | 55               | 9         | 15037040000  |

## Wirtschaft
| Ackerbau, Viehzucht und Fischerei                                                  | 0237  | 017,98 |
| Industrie                                                                          | 088   | 06,68  |
| Bauwirtschaft                                                                      | 0112  | 08,50  |
| Dienstleistungsbetriebe                                                            | 0881  | 066,84 |
| Total                                                                              | 1.318 | 100,00 |
| * Daten aus dem Statistischen Amt für Wirtschaftliche Entwicklung in Galicien, IGE |       |        |

## Sehenswürdigkeiten
- Burg Castelo de San Carlos
- Kirche Igrexa de Santa María das Areas
- Kapelle Capela da Nosa Señora do Bo Suceso
- Kap Finisterre mit Leuchtturm Faro de Fisterra
- Auswandererdenkmal Monumento ao Emigrante
- Friedhof Cemiterio de Fisterra, entworfen von César Portela
- Fischereibörse Lonxa Turística

## Strände

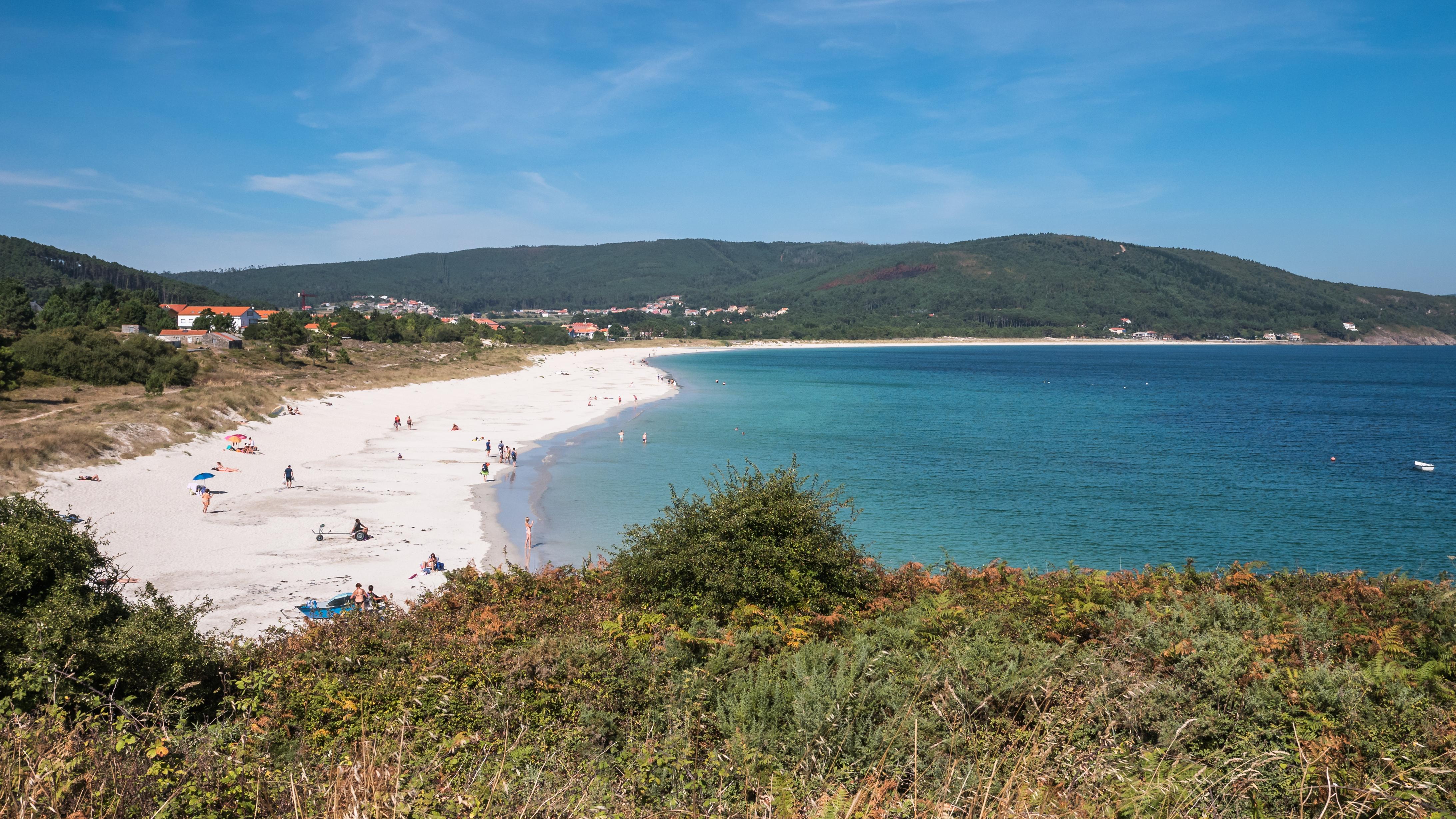
Praia da Langosteira

Das Gebiet der Verbandsgemeinde ist größtenteils von Meer umgeben und bietet hervorragende Strände, je nach Lage mit starkem oder ruhigem Wellengang (im Schatten des Kap Fisterra). Sie eignen sich sehr gut für alle Arten Wassersport. In Fisterra gibt es zudem den Club Náutico und ein Tauchsportzentrum.
- Praia da Langosteira
- Praia de Talón
- Praia de Corbeiro
- Praia da Ribeira
- Praia de Sardiñeiro
- Praia de Mar de Fóra
- Praia de Arnela
- Praia do Rostro
- Praia de Restrelo

## Gemeindepartnerschaften
- Sant Andreu de Llavaneres, Katalonien, Spanien, seit 2006[9]

## Persönlichkeiten
- Alexandre Nerium (* 1960), Dichter